# Tenayuca
Tenayuca (Nahuatl:"Gemauerter Platz") ist eine präkolumbianische Stadt im Tal von Mexiko. Die heute in San Bartolo Tenayuca (Bundesstaat México), zehn Kilometer nördlich des Zentrums von Mexiko-Stadts gelegene Anlage wird als erste Hauptstadt der Chichimeken angesehen.

## Geschichte
In Tenayuca durchgeführte Ausgrabungen deuten darauf hin, dass die Stadt schon in der klassischen Periode besiedelt war und insbesondere nach der Zerstörung des toltekischen Tula ihre Bedeutung als überregionales Machtzentrum der ehemals nomadisch lebenden Chichimeken ausbauen konnte.
In der historischen Überlieferung der Chichimeken wurde die Stadt etwa 1224 n. Chr. vom Gott des Blitzes, Xolotl, gegründet. Ihm folgte Nopaltzin nach, der die Macht des chichimekischen Reichs festigen und erweitern konnte. Nachdem der Sohn von Nopaltzin Tlotzin starb, verlagerte dessen Nachfolger Quinatzin das Machtzentrum des chichimekischen Reiches nach Texcoco und Tenayuca verlor infolgedessen erheblich an Bedeutung.
Gesichert ist, dass Ende des 13. Jahrhunderts der Herrscher von Tenayuca, Tochintecuhtli, sich mit Huetzin, dem Anführer der Acolhulas von Catlichàn, verbündete und das Tal von Mexiko unter seine Oberhoheit bringen konnte. Mitte des 14. Jahrhunderts wurde Tenayuca von der konkurrierenden Stadt Azcapotzalco erobert, um schließlich 1434 unter die Oberherrschaft der aus Tenochtitlan stammenden Azteken zu gelangen.
Im Zuge der spanischen Eroberung Mexikos zu Beginn des 16. Jahrhunderts wurde die Stadt schließlich 1520 nach kurzem Kampf eingenommen und aufgrund ihrer Architektur von dem Konquistador Bernal Díaz del Castillo als "Stadt der Schlangen" beschrieben.
Während der ersten Ausgrabungen durch mexikanische Archäologen wurde 1925 die Aufgabe der Stadt infolge der spanischen Eroberung nachgewiesen.

## Aufbau der Pyramide
Die zentrale Pyramide von Tenayuca ist gekennzeichnet durch eine breit angelegte gemauerte Basis, von der eine Doppeltreppe zu den Tempelanlagen der aztekischen Götter Tlaloc und Huitzilopochtli auf der Spitze der Pyramide führt. An den Seitenmauern der Pyramide befinden sich insgesamt 138 Schlangenskulpturen, die früher bunt bemalt waren. Auffällig an dieser "Wand der Schlangen" (Nahuatl:"coatepantli") sind zwei eingerollte Schlangen an der Nord- bzw. Südseite, die mit Symbolen der Feuerschlange Xiuhcoatls versehen sind und die, wie alle Schlangen-Figuren der Anlage, für die Verehrung von Feuer und Sonne stehen.
Ähnlich wie andere mesoamerikanische Pyramidenbauwerke wurde die Anlage durch wiederholtes Überbauen großzügig erweitert und erhielt ihr heutiges Aussehen Anfang des 16. Jahrhunderts durch aztekische Baumeister. Die zentrale Doppel-Pyramide ist zudem die älteste Doppelpyramide Mexikos. Ihr einzigartiger Baustil mit zwei Tempeln auf der Pyramidenspitze wurde nach der Eroberung der Stadt Mitte des 15. Jahrhunderts bei Tempelanlagen wie in Tlatelolco und dem Templo Mayor in Tenochtitlan nachempfunden.
Im Umkreis der Pyramide befindet sich eine Reihe von Schreinen bzw. Altären die ebenfalls mit Schlangen-Motiven gestaltet wurden. Zweihundert Meter von der Hauptpyramide entfernt wurden Grundmauern und Mosaiken von Gebäuden ausgegraben, von denen angenommen wird, dass sie von den lokalen Eliten bewohnt wurden.
Die Erforschung und Verwaltung der Anlage wird durch das Instituto Nacional de Antropología e Historia gewährleistet.

## Bildergalerie

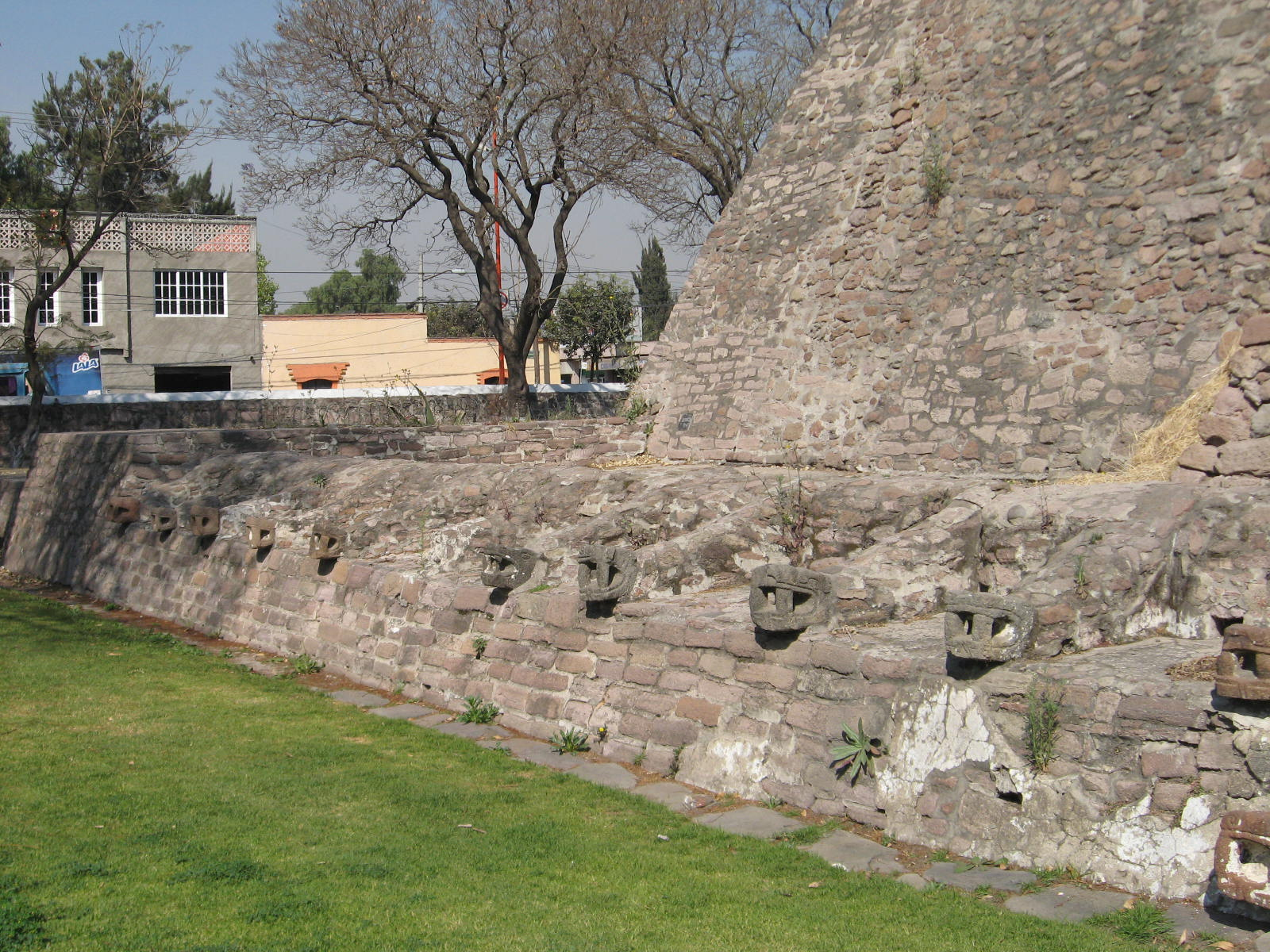
Schlangen-Skulpturen auf der Südwestseite der Pyramide
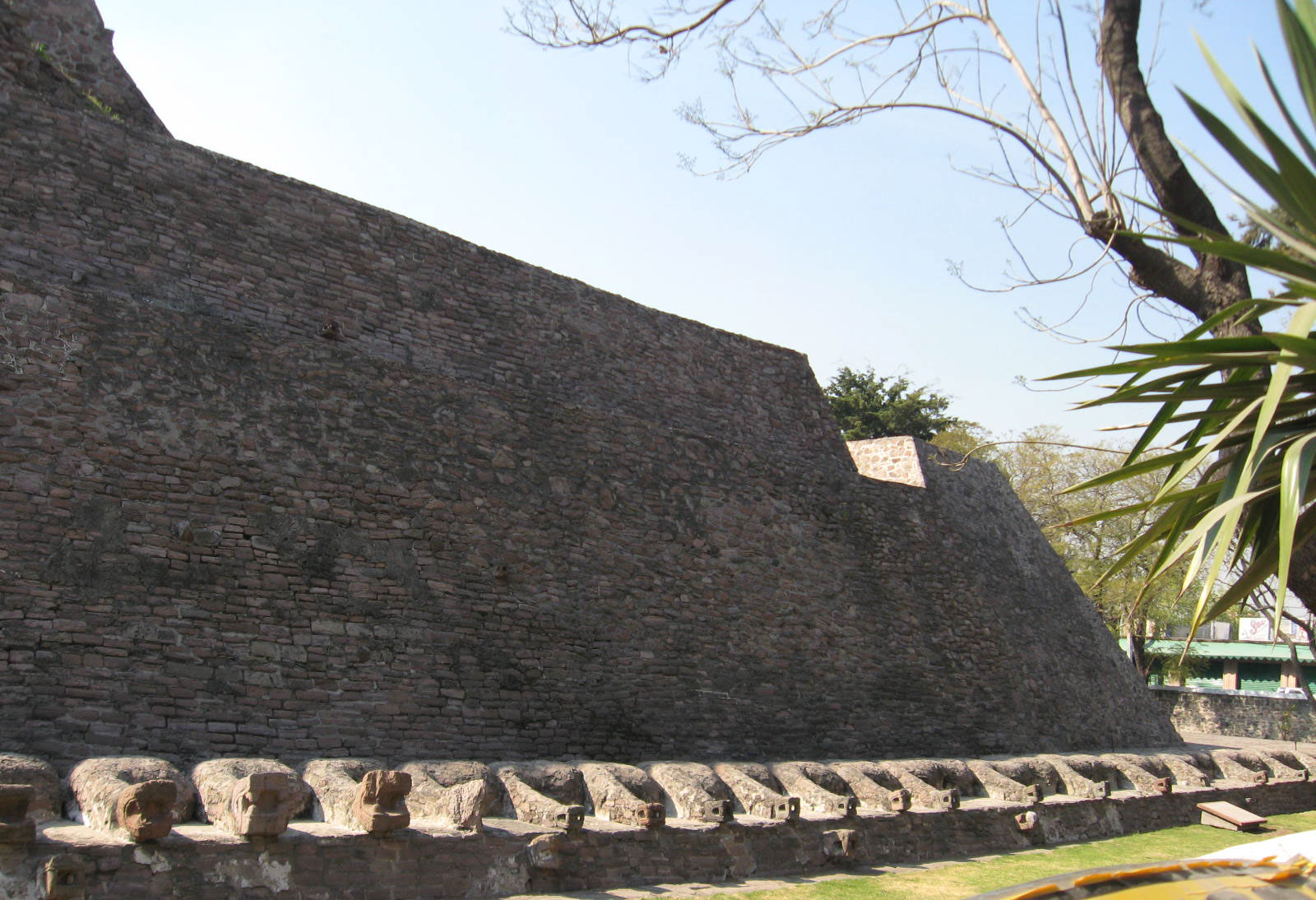
Schlangen-Skulpturen an der Nordwestseite
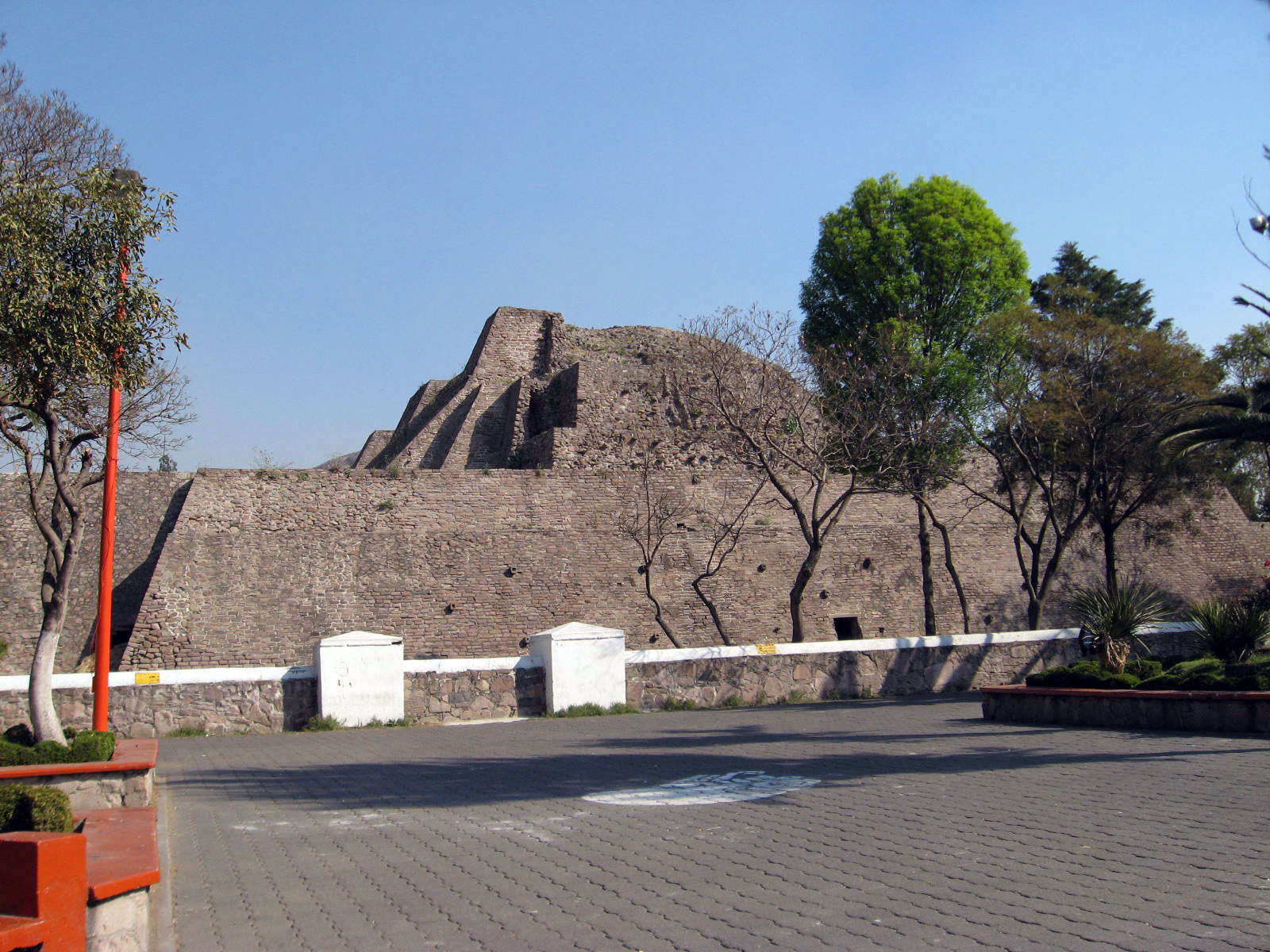
Nordseite
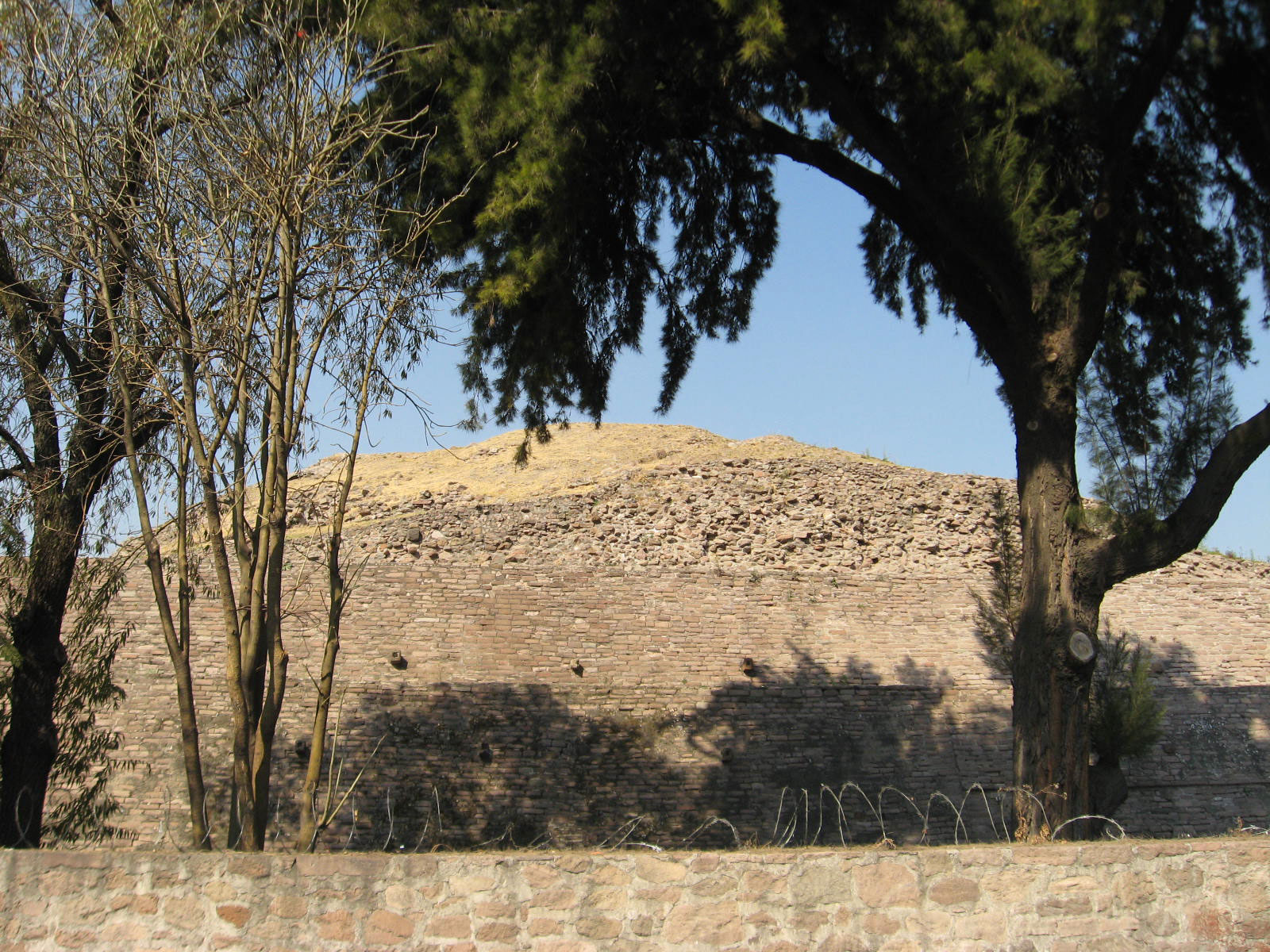
Ostseite
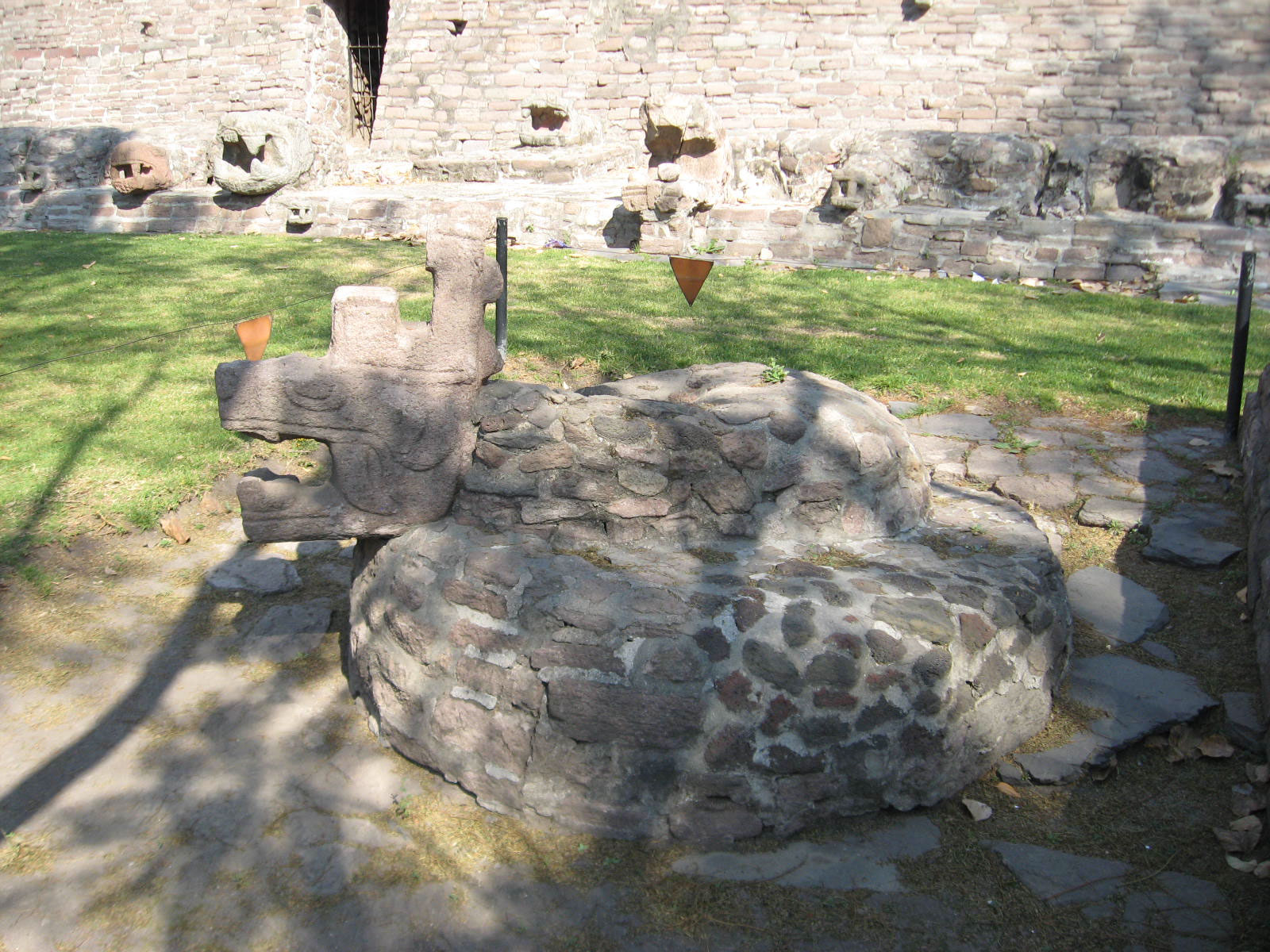
Zusammengerollte Schlange auf der Südseite
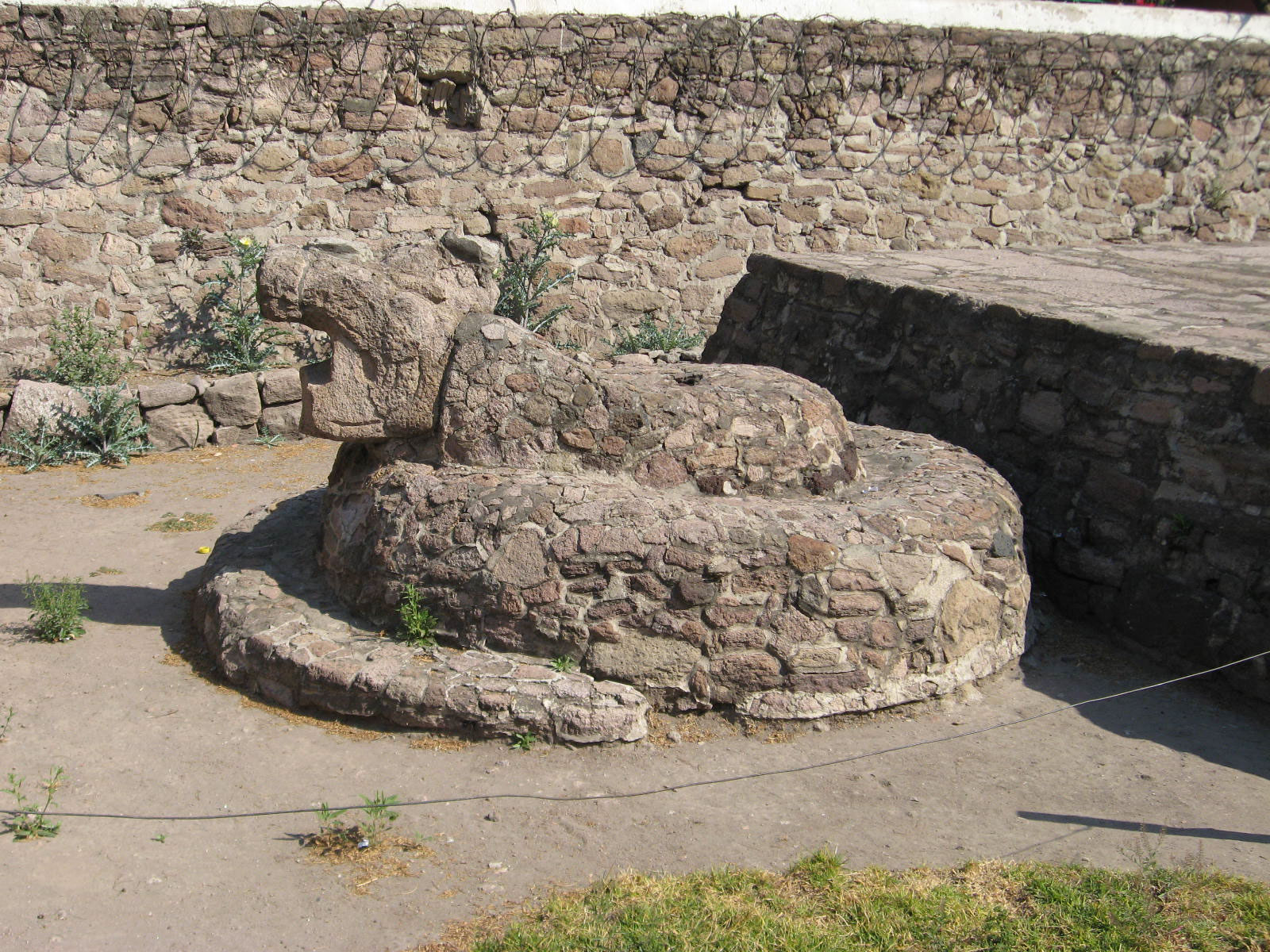
Zusammengerollte Schlange am nördlichen Altar
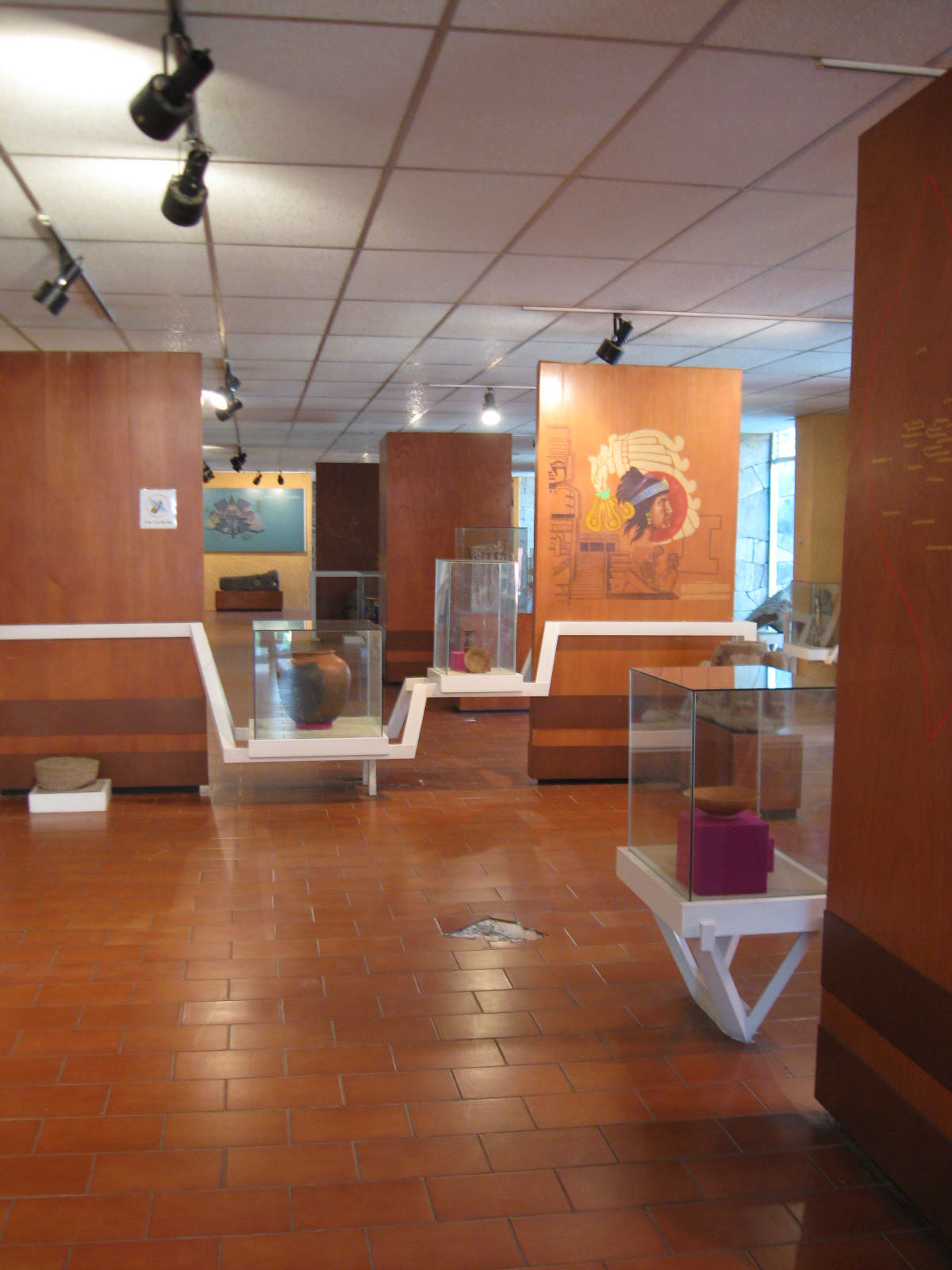
Museum
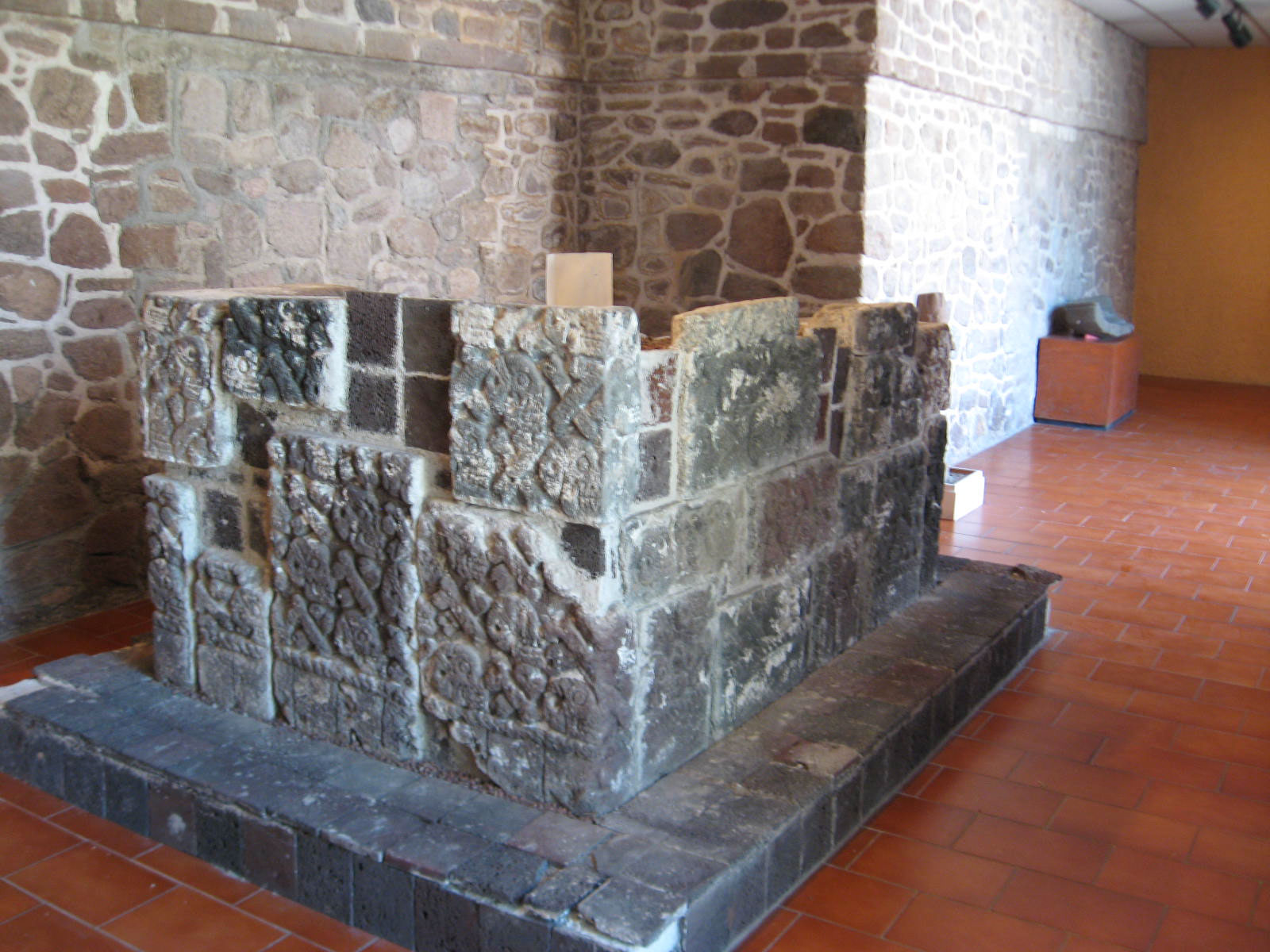
Altar, mit menschlichen Schädeln und Knochen gestaltet, vom Fuß der Pyramide

## Nachweise
1. ↑  http://www.inah.gob.mx/zonas/137-zona-arqueologica-tenayuca-i-y-ii
2. ↑  Davies, S. 165f.
3. ↑  http://www.tlalnepantla.gob.mx/archivohistorico/4zona_tenayuca.asp
4. ↑  Riese S. 165–168